# 皮耶·德·古柏坦體育場 (洛桑)
皮耶·德·古柏坦體育場是一座位於瑞士洛桑的室外體育場。它通常可容納6,000名觀眾，在必要時可擴充成兩倍的觀眾席位。

## 歷史
從1915年起，洛桑成為國際奧林匹克委員會總部的所在地。該場地以現代奧林匹克運動會創始人皮耶·德·古柏坦的名字命名。1977年至1985年間，洛桑田徑超級大獎賽都於此舉行。